# Říše Oyo
Říše Oyo (jorubsky Orílẹ̀ Ọ̀yọ́) byl státní útvar, který existoval v západní Africe, na území dnešní Nigérie a částečně Beninu, od 15. století až do roku 1896. Dominantním etnikem v něm byli Jorubové. Počátky říše jsou mytologicky spjaty s postavou zvanou Oraňan. Prvním významným historickým vládcem byl však až Orompoto, vrcholnou éru zažilo království v letech 1650–1750. Na konci 18. století, za vlády Abioduna (1770–1789) vypukla v Oyo občanská válka. Nakonec byla říše rozvrácena muslimskými Fulby.

## Galerie

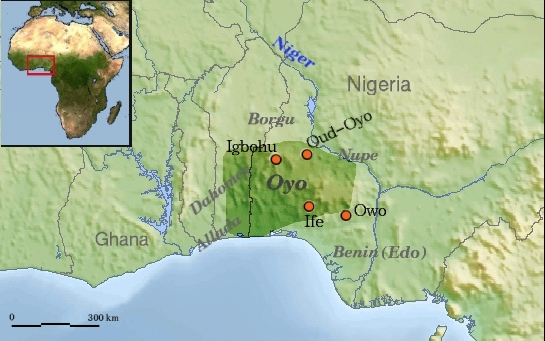
Říše Oyo na počátku 18. století
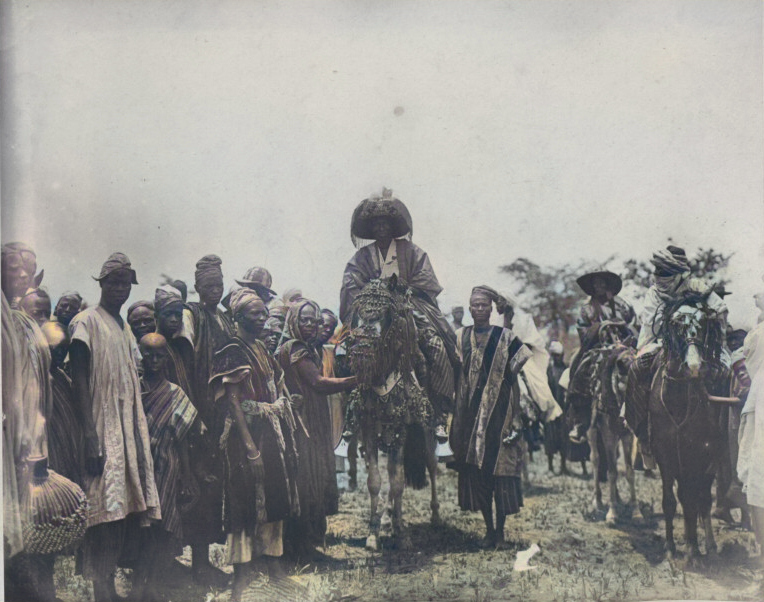
vládce Oyo kolem roku 1910

## Symbolika

symbol:
symbol Ogouna a současně znak vládce říše Oyo
Šalamounův uzel, symbol královské rodiny
jiná varianta Šalamounova uzlu